# Mont Pisenai
Le mont Pisenai (ピセナイ山, Pisenai-yama) est une montagne culminant à 1 027 m d'altitude dans les monts Hidaka en Hokkaidō au Japon.